# トニー・ランドール
トニー・ランドール（Tony Randall,  1920年2月26日 - 2004年5月17日）は、アメリカ合衆国の俳優である。

## 来歴
1920年、オクラホマ州タルサに生まれる。ユダヤ系の家庭で、地元タルサの高校へ進学。高校を卒業した後は、ノースウェスタン大学へ進学するが1年で中退して、ニューヨークへ渡り、ネイバーフッド・プレイハウスで演技を学んだ。その後、マサチューセッツ州のラジオ局でアナウンサーとして働き始め、第二次世界大戦が始まると軍に従軍して戦争へ出兵している。退役後は再びニューヨークへ戻り、役者としてブロードウェイ舞台などへ出演した。しばらくは舞台で経験を積み、1950年代初頭からテレビで活躍するようになった。1957年に『Oh, Men! Oh, Women!』で映画デビュー。その後は映画とテレビの両方で活躍し、幅広い層から人気を得た。
その後もコンスタントに出演作を増やし、特に1970年から放送されたテレビドラマシリーズ『おかしなカップル』の主人公フェリックス・アンガー役でも知られている。同作品への出演で役者としての地位を確固たるものにした。1975年には同ドラマへの出演でプライムタイム・エミー賞のテレビ部門の主演男優賞を受賞しているほか、映画作品への出演では1958年から1983年までの間にゴールデングローブ賞に6回ノミネートをされた。1976年には自身がホストを務めたテレビ番組『トニー・ランドール・ショー』も放映され、1978年までの2年間で44エピソードが放送された。また1990年に出演したジョー・ダンテ監督の『グレムリン2 新・種・誕・生』では、劇中に登場する喋るグレムリンの声も担当している。

### 私生活
2004年5月17日に、ニューヨークにある救急センターにて、冠動脈大動脈バイパス移植術を受けていた際に急性の肺炎により死去。84歳だった。

## 出演作品

### 映画
- Oh, Men! Oh, Women! (1957)
- ロック・ハンターはそれを我慢できるか? Will Success Spoil Rock Hunter? (1957)
- 恋に税金はかからない The Mating Game (1959)
- 夜を楽しく Pillow Talk (1959)
- 月世界一番乗り The Man in the Moon (1960) ※テレビ映画
- ハックルベリー・フィンの冒険 The Adventures of Huckleberry Finn (1960)
- 恋をしましょう Let's Make Love (1960)
- 青春万歳 Hooray for Love (1960) ※テレビ映画
- 恋人よ帰れ Lover Come Back (1961)
- プレイボーイ Boys' Night Out (1962)
- 明日になれば他人 Two Weeks in Another Town (1962)
- 孤島の男と女 Island of Love (1963)
- ラオ博士の7つの顔 7 Faces of Dr. Lao (1964)
- 7人の愚連隊 Robin and the 7 Hoods (1964)
- 花は贈らないで! Send Me No Flowers (1964)
- Mr.ライオン Fluffy (1965)
- ABC殺人事件 The Alphabet Murders (1965)
- Our Man in Marrakesh (1966)
- 海軍てんやわんや騒動記 Hello Down There (1969)
- The Littlest Angel (1969) ※テレビ映画
- ウディ・アレンの誰でも知りたがっているくせにちょっと聞きにくいSEXのすべてについて教えましょう Everything You Always Wanted to Know About Sex * But Were Afraid to Ask (1972)
- The Gong Show Movie (1980)
- フーリング Foolin' Around (1980)
- Sidney Shorr: A Girl's Best Friend (1981)
- キング・オブ・コメディ The King of Comedy (1982)
- ヒトラーSS/アドルフの肖像 Hitler's S.S.: Portrait in Evil (1985) ※テレビ映画
- Bob Hope Lampoons the New TV Scene (1986) ※テレビ映画
- That's Adequate (1989)
- アガサクリスティ/殺しのブラウン・スーツ The Man in the Brown Suit (1989) ※テレビ映画
- It Had to Be You (1989)
- グレムリン2 新・種・誕・生 Gremlins 2: The New Batch (1990)
- The Odd Couple: Together Again (1993)
- 危険な微笑/氷の情事がこわれるとき? Fatal Instinct (1993)
- 恋は邪魔者 Down with Love (2003)
- It's About Time (2005)

### アニメ映画
- マイリトルポニー My Little Pony (1984)
- 映画版・マイリトルポニー My Little Pony: The Movie (1986)
- The Gnomes' Great Adventure (1987)
- La freccia azzurra (1996)

### テレビドラマ
- One Man's Family (1949)
- スタジオ・ワン Studio One (1952, 1957)
- Mister Peepers (1952 - 1955)
- Short Short Dramas (1953)
- Kraft Television Theatre (1953, 1954)
- Appointment with Adventure (1955)
- Max Liebman Spectaculars (1956)
- The Alcoa Hour (1956, 1957)
- プレイハウス90 Playhouse 90 (1957, 1959)
- The United States Steel Hour (1959)
- ジェネラル・エレクトリック・シアター General Electric Theater (1960)
- チェックメイト Checkmate (1961)
- ヒッチコック劇場 The Alfred Hitchcock Hour (1962)
- スケルトンの大笑劇場 The Red Skelton Show (1966, 1971)
- ABC Stage 67 (1967)
- おかしなカップル The Odd Couple (1970 - 1975)
- 恋愛専科/アメリカ式愛のテクニック Love, American Style (1970)
- Here's Lucy (1971)
- ハッピーデイズ Happy Days (1974)
- The American Parade (1976)
- トニー・ランドール・ショー The Tony Randall Show (1976 - 1978)
- Love, Sidney (1981 - 1983)
- ディズニーランド Disneyland (1986)
- Brother's Keeper (1999)

### テレビアニメ
- マジック・スクール・バス The Magic School Bus (1995)

### ビデオゲーム
- ピーターと狼 Peter and the Wolf (1995)